# Sebastian Starkl
Sebastian Starkl (* 21. Jänner 1996 in Krems an der Donau) ist ein österreichischer Fußballspieler.

## Karriere
Starkl begann seine Karriere beim Kremser SC. 2009 ging er in die AKA Rapid Wien. 2010 ging er in die AKA St. Pölten. Sein Profidebüt gab er am 13. Spieltag 2014/15 gegen die SV Mattersburg.
Zur Saison 2016/17 wechselte er zum Landesligisten Kremser SC zurück, für den er bereits in seiner Jugend gespielt hatte.

## Persönliches
Sein Bruder Dominik ist ebenfalls Fußballspieler.